# Пенински планини
Пенинските планини (на английски: Pennine Chain), или само Пенини, са ниски планини в Северна Англия.
Простират се от север на юг на протежение около 230 km и ширина до 75 km. Но север долината на река Саут Тайн (дясна съставяща на Тайн, вливаща се Северно море) ги отделя от възвишението Чевиот Хилс, на запад долината на река Идън (влива се в Ирландско море) – от Къмбърландските планини, а на югозапад, юг и югоизток постепенно склановете им потъват в равнините Чешър, Ланкашир, Мидлендс и Нотингамшър. Западните им склонове са предимно стръмни, източните – полегати, а билните им части са предимно платообразни. Състоят се от три обособени масива. Северния масив е разположен между реките Саут Тайн на север, Стейнмор (десен приток на Тис, вливаща се в Северно море) на юг и Идън на запад с връх Крос Фел (890 m, максималната височина на целите планини). Средния масив се простира между долините на реките Стейнмор на север, Ер (десен приток на Уз, вливаща се в Северно море) на юг и Лун (влива се в Ирландско море) на северозапад с връх Уернсайд (736 m). Южния масив е разположен южно от понижението на река Ер и неговата максимална височина е връх Киндер Скаут (636 m). Пенинските планини са изградени основно от варовици и пясъчници. Заети са основно от мочурища, торфища и преовлажнени ливади и пасища. В ниските части тук-таме са се запазили малки горички от дъб, габър и бреза.